# Josip Kekez
Josip Kekez (Katuni, Omiš, 6. kolovoza 1937. – Zagreb, 6. ožujka 2003.) bio je hrvatski filolog, povjesničar književnosti i teoretičar književnosti.
Nakon završene klasične gimnazije u Splitu i studija na Filozofskom fakultetu u Zagrebu, na kojem je doktorirao 1975. godine, uslijedio je uobičajeni akademski put od docenta do redovitog profesora (1982.). U razdoblju 1982. – 1984. bio je pročelnik Odsjeka za kroatistiku. Bio je dugogodišnji predstojnik Katedre za usmenu književnost. Nekoliko semestara predavao je na sveučilištima u Münsteru i Kölnu.
Umjesto naziva narodna književnost uveo je naziv usmena književnost. Kao dugogodišnji profesor usmene na Odsjeku za kroatistiku, Kekez je studentima predavao svoja bogata znanja o korpusu, poetici i vrijednostima hrvatske narodne kulture. 
Kao kroatist Josip Kekez bio je zauzet dvjema velikim i važnim temama struke: jedna je bila uže usmenoknjiževna, a druga je bila pitanje suodnosa između usmene i pisane književnosti. Kao filolog znanstveno stasavši u okrilju zagrebačke stilističke škole, bavio se onim usmenoknjiževnim oblicima u kojima je pronalazio estetske vrijednosti identične onima pisane književnosti. To su ponajprije bugarštice, odnosno bugaršćice, kako ih on zove. Osim bugaršćica, znanstveni interes privlačili su mu i mali usmenoknjiževni oblici, ponajprije poslovice koje su ga zaokupile zbog svoje specifične semantike i fakture. Također se bavio svim usmenoknjiževnim vrstama.
Druga velika tema njegovih znanstvenih interesa bio je suodnos između usmene i pisane književnosti.
U brojnim radovima, a ponajprije u najznačajnijim autorskim knjigama, Prva hrvatska rečenica i Hrvatski književni oikotip, Kekez je pokazao i dokazao uzajamnost i prepletanje usmene i pisane riječi u svim razdobljima hrvatske književne kulture, ustrajući postojano na tvrdnji da je usmena književnost najstarija i najdugotrajnija vrsta književnosti te je tradicija pisanoj književnosti. Njegov cjelokupni život i rad sažet je u naslovu njegove najpoznatije knjige: Svaki je kamen da se kuća gradi. U rukopisu je ostala Kekezova Povijest hrvatske usmene književnosti (preko 800 stranica).

## Djela
- Josip Kekez. Bugaršćice. Starinske hrvatske narodne pjesme. Split 1978, 19892, 20003.
- Josip Kekez. Procjene i ocjene. Organizator. Zagreb 1999.
- Josip Kekez. (priredio) Poslovice, zagonetke i govornički oblici. SHK. MH. Zagreb. 1996.
- Josip Kekez. Katuni. Drevno naselje viš’ Cetine. Mjestopisni i ljetopisni podaci. Školske novine. Zagreb 1996.
- Josip Kekez. (sakupio) Naizred. Opis i izbor hrvatskih brojilica. Klek: Galerija Stećak; Opuzen: Neretvanska riznica umjetnina i inih vrijednosti, 1993.
- Josip Kekez. Svaki je kamen da se kuća gradi. Hrvatske poslovice sakupljene u naše dane po književnim i jezikoslovnim djelima nastalima od 12. do 19. stoljeća. Izdavački centar „Revija“ Osijek 1986, 19902.
- Josip Kekez. Leukorn i djevojka bez grijeha. Slike i prilike pripovijedane u Hrvata. Hrvatsko filološko društvo. Zagreb 1989.
- Josip Kekez. Prva hrvatska rečenica : pogledi na suodnos usmene i pisane hrvatske književnosti. Nakladni zavod Matice hrvatske. Zagreb. 1988.
- Josip Kekez. Usmeno-pisani književni suodnosi. Nikšić 1987.
- Josip Kekez. Poslovice i njima srodni oblici. Zavod o znanosti o književnosti. Zagreb 1984.